# Mariano Cohn y Gastón Duprat
Mariano Cohn (Villa Ballester, provincia de Buenos Aires; 1 de diciembre de 1975) y Gastón Duprat (Bahía Blanca, provincia de Buenos Aires; 8 de diciembre de 1969) son directores, guionistas y productores de cine y series de televisión. Trabajan juntos desde mediados de los años 90, creando distintos proyectos en el campo audiovisual. Su estilo se caracteriza por combinar la crítica social con el humor.
Han dirigido largometrajes como El ciudadano ilustre (2016) y Competencia oficial (2022), así como series como El encargado (2022) y Nada (2023). Sus películas han sido seleccionadas para competir en festivales de cine como Venecia, Cannes, Sundance, San Sebastián, Berlín y Toronto.

## Carrera
Los primeros trabajos de la dupla fueron obras de videoarte y cine experimental. Entre ellas se encuentran El hombre que murió dos veces (1991), Un día más en la tierra (1993), Camus (1995), Circuito (1996), Venimos llenos de tierra (1998), Soy Francisco López (2000), Veinte Doce (2001), Hágalo usted mismo (2002) y 40 años en 4 minutos (2015), entre otras.
En televisión, la dupla creó numerosos formatos, entre los que se encuentran Televisión abierta (1998-1999, 2002-2003, 2005, 2013, 2018);Cupido (2001-2003, 2012-2013), un programa de cita a ciegas; El Gordo Liberosky (2001-2003), ficción en formato de microprograma; Cuentos de Terror (2002-2005), protagonizado por el escritor Alberto Laiseca, entre otros. Han adaptado sus formatos en países como España, Estados Unidos, Italia y Japón.
Cohn y Duprat fundaron y dirigieron dos canales de televisión: Ciudad Abierta (2003-2005), un canal público de la ciudad de Buenos Aires, y Digo (2012), un canal público de la provincia de Buenos Aires.
Dirigieron y produjeron los largometrajes Enciclopedia (1998), película documental con la codirección de Adrián De Rosa; Yo, presidente (2003), con entrevistas a los presidentes Raúl Alfonsín, Carlos Menem, Eduardo Duhalde y Néstor Kirchner; El artista (2006), sobre el complejo y contradictorio mundo del arte contemporáneo; El hombre de al lado (2008), filme rodado en la casa Curutchet diseñada por Le Corbusier; Querida, voy a comprar cigarrillos y vuelvo (2011), de género fantástico basado en un cuento de Alberto Laiseca; Civilización (2013), documental sobre el artista León Ferrari -solo como productores-; Living Stars (2014), filme que retomó el concepto del programa Televisión Abierta; Todo sobre el asado (2016), una película sobre el popular corte de carne argentino, y El ciudadano ilustre (2016), protagonizada por Oscar Martínez, Mi obra maestra (2018) y su última película, Competencia Oficial (2022), protagonizada por Penélope Cruz y Antonio Banderas.
El ciudadano ilustre tuvo una adaptación francesa, titulada Citoyen d'honneur, estrenada en 2022 y dirigida por Mohamed Hamidi, mientras que Mi obra maestra tuvo una adaptación en 2023, llamada Un coup de maître, una coproducción entre Francia y Bélgica dirigida por Rémi Bezançon. Además, 4x4 cuenta con remakes en Brasil, India y una versión norteamericana protagonizada por Bill Skarsgård, cuyo tráiler fue lanzado recientemente. Se encuentran también en proceso la adaptación brasileña de Querida, voy a comprar cigarrillos y vuelvo y la versión inglesa de El hombre de al lado.
Han creado, escrito y dirigido series para la plataforma Disney+, entre ellas tres temporadas de El encargado (2022), serie protagonizada por Guillermo Francella y candidata al Emmy Internacional. Luego hicieron Nada (2023), protagonizada por Luis Brandoni y Robert De Niro. En octubre de 2022, Robert De Niro fue consultado en una rueda de prensa acerca de con qué director le gustaría volver a filmar, mencionando a Duprat y Cohn: "Trabajé en la serie Nada con dos directores y guionistas de Argentina maravillosos, Gastón Duprat y Mariano Cohn. La experiencia fue grandiosa. Son especiales. Son únicos".

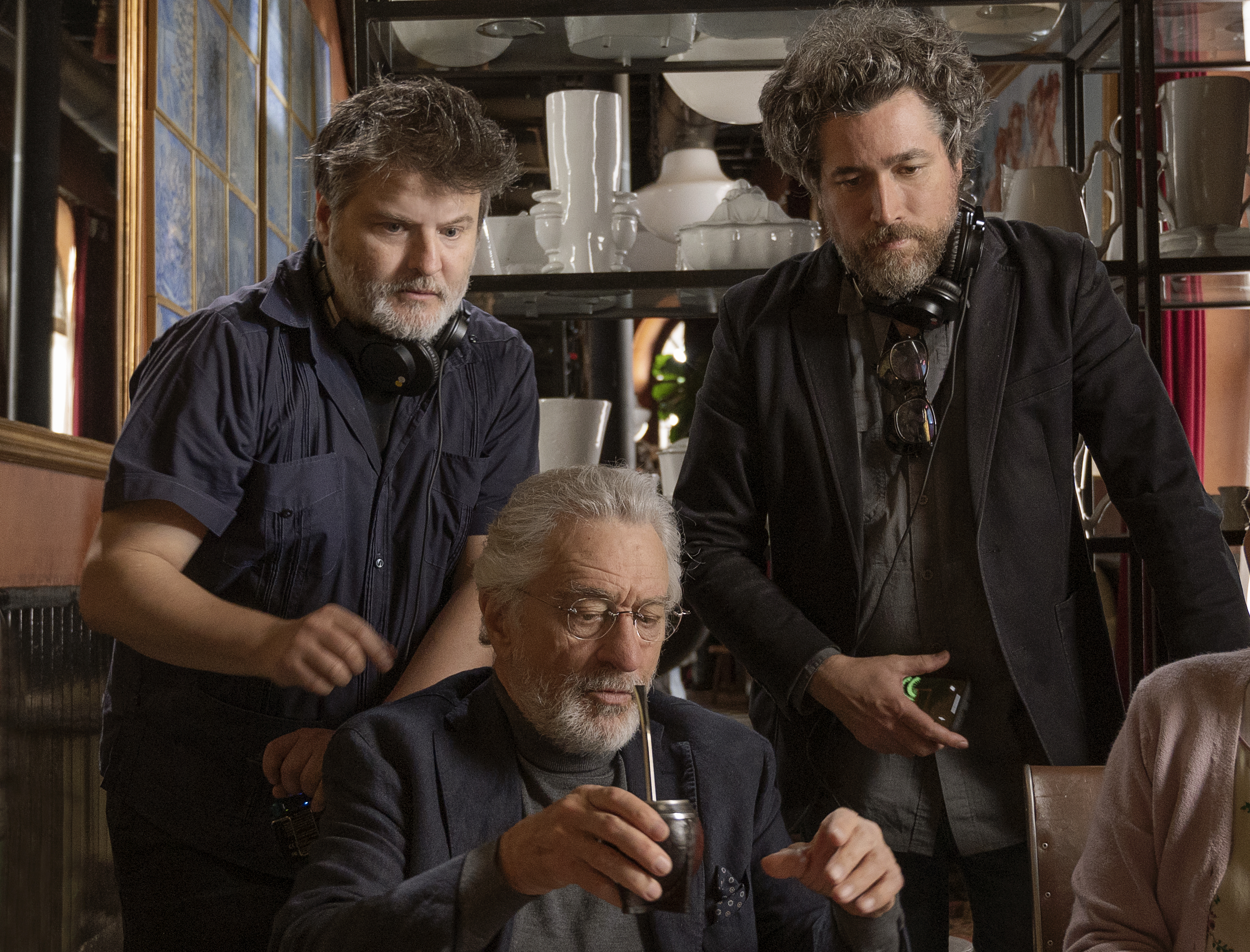
Gastón Duprat y Mariano Cohn junto a Robert De Niro durante el rodaje de Nada (2022).

Luego dirigieron dos temporadas de Bellas Artes (2024), protagonizada por Oscar Martínez, con gran repercusión internacional.
Han realizado el guion de Chanta junto a Juan José Becerra, una obra teatral de carácter unipersonal que combina ironía, crítica social y una puesta en escena considerada innovadora dentro del teatro argentino contemporáneo. Está protagonizada por Agustín Aristarán y dirigida por Marcelo Caballero, y se estrenó por primera vez el 11 de abril de 2025 en el Teatro Metropolitan.
En la actualidad, están trabajando en el guion de la que sería su siguiente película, que se filmará el año próximo en Nueva York, protagonizada por Robert De Niro y Julianne Moore.
También están llevando a cabo actividades promocionales relacionadas con su próxima producción cinematográfica, Homo Argentum, un film episódico compuesto por 16 mini películas, filmado en Argentina e Italia, todas protagonizadas por Guillermo Francella en una variedad de roles sorprendentes. Su estreno está previsto para el 14 de agosto de 2025, y es considerada una de las producciones más grandes que se hayan filmado en Argentina.

## Filmografía
| Año  | Título                                      | Gastón Duprat | Gastón Duprat | Mariano Cohn | Mariano Cohn | Andrés Duprat |
| Año  | Título                                      | Dirección     | Guion         | Dirección    | Guion        | Guion         |
| ---- | ------------------------------------------- | ------------- | ------------- | ------------ | ------------ | ------------- |
| 2000 | Enciclopedia (documental)                   | ✓             | ✓             | ✓            | ✓            |               |
| 2004 | Yo, presidente (documental)                 | ✓             | ✓             | ✓            | ✓            |               |
| 2008 | El artista                                  | ✓             | ✓             | ✓            | ✓            | ✓             |
| 2009 | El hombre de al lado                        | ✓             |               | ✓            |              | ✓             |
| 2011 | Querida, voy a comprar cigarrillos y vuelvo | ✓             | ✓             | ✓            | ✓            | ✓             |
| 2014 | Living Stars                                | ✓             |               | ✓            |              | ✓             |
| 2016 | Borges está vivo (documental)               | ✓             | ✓             | ✓            | ✓            |               |
| 2016 | Todo sobre el asado (documental)            | ✓             |               | ✓            |              | ✓             |
| 2016 | El ciudadano ilustre                        | ✓             |               | ✓            |              | ✓             |
| 2018 | Mi obra maestra                             | ✓             | ✓             |              |              | ✓             |
| 2019 | 4X4                                         |               | ✓             | ✓            | ✓            |               |
| 2021 | Competencia oficial                         | ✓             | ✓             | ✓            | ✓            | ✓             |
| 2022 | A Jaula                                     |               | ✓             |              | ✓            |               |

### Series de televisión
| Año                                    | Título                       | Gastón Duprat | Gastón Duprat | Mariano Cohn | Mariano Cohn | Andrés Duprat |
| Año                                    | Título                       | Dirección     | Guion         | Dirección    | Guion        | Guion         |
| -------------------------------------- | ---------------------------- | ------------- | ------------- | ------------ | ------------ | ------------- |
| 1998-1999, 2002-2003, 2005, 2013, 2018 | Televisión abierta (reality) | ✓             |               | ✓            |              |               |
| 2001-2003, 2012-2013                   | Cupido (reality)             | ✓             | ✓             | ✓            | ✓            |               |
| 2002-2005                              | Cuentos de terror            | ✓             |               | ✓            |              |               |
| 2011                                   | Fronteras                    | 1 episodio    |               | 1 episodio   |              | 1 episodio    |
| 2021-2024                              | Terapia alternativa          |               | ✓             |              | ✓            |               |
| 2022-2023                              | El encargado                 | ✓             | ✓             | ✓            | ✓            |               |
| 2022                                   | Limbo                        |               | ✓             |              | ✓            |               |
| 2022                                   | El Galán                     |               | ✓             |              | ✓            |               |
| 2023                                   | Horario estelar              |               | ✓             |              | ✓            |               |
| 2023                                   | Vizinhos                     |               | ✓             |              | ✓            |               |
| 2023                                   | Nada                         | ✓             | ✓             | ✓            | ✓            |               |
| 2024                                   | Coppola, el representante    |               | ✓             |              | ✓            |               |
| 2024                                   | Bellas artes                 |               | ✓             | ✓            | ✓            | ✓             |

### Teatro
| Año  | Título | Gastón Duprat | Mariano Cohn | Juan José Becerra |
| Año  | Título | Guion         | Guion        | Guion             |
| ---- | ------ | ------------- | ------------ | ----------------- |
| 2025 | Chanta | ✓             | ✓            | ✓                 |

## Reconocimientos
Varias de las películas han sido premiadas en festivales como Sundance, Mar del Plata, Toulouse, Cataluña, Premio a mejor actor y guion 2010, Estambul, FICCO, Montreal, Málaga, Roma, Cuba, Tokio, BAFICI y New Directors & New Films de Nueva York, entre otros. 
Además han obtenido los premios Sur y Cóndor a mejor película y directores, y han sido candidatos a los premios Goya y Ariel, entre otros reconocimientos.
En 2002 ambos recibieron el Diploma al Mérito de los Premios Konex por su trabajo en Video Arte.
Fueron nominados en la categoría Mejor Dirección por El ciudadano ilustre para los Premios Platino en 2017.
El filme Enciclopedia ganó el Premio a la mejor película en el Festival Internacional de Cine de Viña del Mar en 1999.

## Premios y nominaciones
| Año  | Categoría                     | Película/Serie                          | Evento                                          | Resultado | Ref  |
| ---- | ----------------------------- | --------------------------------------- | ----------------------------------------------- | --------- | ---- |
| 1999 | Mejor Película                | Enciclopedia                            | Festival Internacional de Cine de Viña del Mar  | Ganador   | [31] |
| 2010 | Mejor Guion                   | El hombre de al lado                    | Festival Internacional de Cine de Mar del Plata | Ganador   | [31] |
| 2016 | Mejor Película                | El ciudadano ilustre                    | Venice Film Festival                            | Nominado  | [31] |
| 2016 | Copa Volpi Mejor Actor        | Oscar Martínez por El ciudadano ilustre | Venice Film Festival                            | Ganador   | [31] |
| 2017 | Mejor Dirección               | El ciudadano ilustre                    | Premios Platino                                 | Nominado  | [31] |
| 2017 | Mejor Película                | El ciudadano ilustre                    | Premios Platino                                 | Ganador   | [31] |
| 2017 | Mejor Guion                   | El ciudadano ilustre                    | Premios Platino                                 | Ganador   | [31] |
| 2017 | Mejor Película                | El ciudadano ilustre                    | Premios Goya                                    | Ganador   | [31] |
| 2018 | Mejor Película Iberoamericana | Mi obra maestra                         | Premios Goya                                    | Nominado  | [31] |
| 2021 | Mejor Película                | Competencia Oficial                     | Venice Film Festival                            | Nominado  | [31] |
| 2023 | Mejor Película de Comedia     | Competencia Oficial                     | Premios Platino                                 | Ganador   | [31] |
| 2023 | Mejor Comedia                 | El encargado                            | Premios Emmy Internacional                      | Nominado  | [31] |
| 2023 | Mejor Comedia                 | El encargado                            | Rosa de Oro                                     | Ganador   | [31] |